# Fungia taiwanensis
Espèce
Synonymes
- Fungia taiwanensis[2]
- Pleuractis taiwanensis (préféré par NCBI)[2]

Statut CITES
Statut de conservation UICN

 VU A4c : Vulnérable
Fungia taiwanensis est une espèce de coraux de la famille des Fungiidae.

## Taxonomie
Pour plusieurs sources, dont le WoRMS, ce taxon est invalide et lui préfèrent Pleuractis taiwanensis (Höksema & Dai) le classant ainsi sous le genre Pleuractis.

## Étymologie
Son nom spécifique, composé de taiwan et du suffixe latin -ensis, « qui vit dans, qui habite », lui a été donné en référence au lieu de sa découverte, Hsiao-Liu-Chiu à 10 km au large du sud-ouest de Taïwan.

## Publication originale
- Hoeksema & Dai, 1991 : Scleractinia of Taiwan. II Family Fungiidae (with the description of a new species). Bulletin Zoological Institute, Academia Sinica, Taipei, vol. 30, pp. 201-226 (texte intégral) (en) [PDF].